# Lovely Day
Lovely Day è un singolo del cantante statunitense Bill Withers, pubblicato il 16 dicembre 1977 come primo estratto dal sesto album in studio Menagerie. Il singolo rappresenta uno dei maggiori successi in assoluto del cantante, nonché una delle canzoni divenute più celebri di tutti gli anni '70.

## Successo commerciale
Lovely Day, pubblicata alla fine del 1977, riscosse immediatamente un successo strepitoso in tutto il mondo, tanto da raggiungere, negli Stati Uniti, la posizione numero 6 nella classifica Billboard dei brani R&B, e la numero 30 nella Billboard Hot 100, all'inizio del 1978.
Al di fuori del Nord America, Lovely Day raggiunse la vetta della top 10 delle classifiche nel Regno Unito, e si inserì alla posizione n° 7 nella UK Singles Chart.

## Riconoscimenti
Nel 2021 Lovely Day è stata inserita alla posizione n° 402 nella lista delle 500 migliori canzoni di tutti i tempi stilata dalla Rolling Stone.

## Nella cultura di massa
La canzone è presente nella colonna sonora nel film del 2010 127 ore, con protagonista James Franco.

### Cover
Numerosi sono stati gli artisti internazionali che hanno realizzato molte cover del brano, e tra questi figurano:
- Central Line nel 1983;
- Mike Francis nel 1985;
- The S.O.U.L. S.Y.S.T.E.M. nel 1992 (versione inserita nella colonna sonora del film Guardia del corpo);
- Tupac Shakur e The Notorious B.I.G. nel 1997:
- Maroon 5 nel 2006:
- Lee Ritenour nel 2006;
- Alt-J nel 2014.[11]